# Junior Soprano
Corrado John Soprano Jr., fikcyjna postać z serialu Rodzina Soprano grana przez Dominica Chianese. Zazwyczaj nazywany „Uncle Junior” lub „Uncle Jun”, był mentorem przyszłego bossa mafii Tony’ego Soprano. Młody Corrado był grany przez Rocco Sisto.